# Biba Teržan
Biba Teržan (* 25. Juli 1947 in Maribor) ist eine slowenische, zuvor jugoslawische, Prähistorikerin.

## Werdegang
Biba Teržan begann nach ihrem erweiterten Schulabschluss 1966 mit dem Studium der Archäologie an der Universität Ljubljana. Hier erlangte sie 1971 ihren Bachelor-Grad, 1976 den Master und beendete 1986 erfolgreich ihr Promotionsstudium. Während ihres Studiums war sie als Stipendiatin der Alexander-von-Humboldt-Stiftung 1976/77 zu Forschungsaufenthalten an der Universität München sowie der Universität Marburg. Mit einigen kurzen Unterbrechungen war Teržan von 1972 bis zu ihrer Pensionierung an der Universität Ljubljana beschäftigt. Zunächst war sie Wissenschaftliche Assistentin, ab 1994 als Lehrstuhlinhaberin. Zudem lehrte sie zwischen 1989 und 2005 auch als Professorin am Institut für Prähistorische Archäologie der FU Berlin.
Forschungsschwerpunkt Teržans sind die Bronze- und Eisenzeit in den Ostalpen, Pannonien und auf dem Balkan sowie deren Verbindungen zu den prähistorischen Kulturen im Mittelmeerraum, Mitteleuropa und dem Kaukasus. Ihre Forschungen zu Most na Soči, der Steiermark und dem angrenzenden Pannonien sowie der Unterkrain haben zum Verständnis der Regionen für das prähistorische Europa und insbesondere der Bedeutung der Region, in der das heutige Slowenien liegt, in bedeutendem Maße beigetragen. Insbesondere ihre Methoden bei der Erforschung von Grabbeigaben haben zu wichtigen Erkenntnissen bei der Erforschunegn der Gesellschaftsstrukturen, aber auch der Individuen geführt. Im Laufe ihrer Karriere hat Teržan an einer größeren Zahl Ausgrabungen teilgenommen und viele davon geleitet. Neben den schon genannten war die letzte große Grabung, die sie von 1997 bis 2009 gemeinsam mit Kristina Mihovilić und Bernhard Hänsel in Monkodonja leitete, von besonderer Bedeutung. Durch diese Studien mussten die bisherigen Erkenntnisse über die Bronzezeit in der Großregion der nördlichen Adria grundlegend revidiert werden, da sie neue Erkenntnisse über die Ursprünge, die Entstehung und den Charakter der Kaštelir-Kultur und ihre zivilisatorische Bedeutung als Bindeglied zwischen der weiter entwickelten östlichen Mittelmeerwelt und Mitteleuropa im zweiten Jahrtausend v. Chr. brachten. Parallel zu den Grabungen wurden die Gebäude auch konserviert und restauriert. 2002 erhielt das Projekt des Europa-Nostra-Preis.
Teržan wurde im Laufe ihrer Karriere mehrfach ausgezeichnet und gewürdigt. Schon als Studentin erhielt sie den Prešeren-Preis der Universität Ljubljana, 1991 den Boris-Kidric-Fonds-Preis und 2008 den Preis für ihr Lebenswerk von der Slowenischen Archäologischen Gesellschaft. 2001 wurde sie assoziiertes Mitglied der Slowenischen Akademie der Wissenschaften und Künste, 2007 ordentliches Mitglied. Seit 1991 ist Teržan korrespondierendes Mitglied des Deutschen Archäologischen Instituts. Darüber hinaus ist sie Mitglied des Zentrums für Balkanstudien an der Akademie der Wissenschaften und Künste von Bosnien und Herzegowina und Mitglied der Europäischen Akademie der Wissenschaften und Künste. 2007 wurde ihr die mehr als 900 Seiten umfassende Festschrift Scripta praehistorica in honorem Biba Teržan gewidmet.

## Publikationen (Auswahl)
- Herausgeberin mit Cornelia Becker, Marie-Luise Dunkelmann, Carola Metzner-Nebelsick, Manfred Roeder und Heidi Peter-Röcher: Chronos. Beiträge zur prähistorischen Archäologie zwischen Nord- und Südosteuropa. Festschrift für Bernhard Hänsel. Espelkamp 1997, ISBN 3-89646-381-0.
- mit Bernhard Hänsel und Kristina Mihovilić: Iskopavanje i nalazi građevina = Die Grabung und der Baubefund (= Monkodonja. Band 1 = Arheološki Muzej Istre. Monografije i katalozi. Band 25). Arheološki muzej Istre/Habelt, Pula/Bonn 2015, ISBN 978-953-6153-92-3 (Museum), ISBN 978-3-7749-3996-7 (Habelt).
- Mitherausgeberin: Mušego. Mon Sego, grobni tumuli – Nekropola gradine Monkodonja i brončanodobni tumuli Istre = Mušego. Mon Sego, Grabhügel – Eine Nekropole von der Gradina Monkodonja und die bronzezeitlichen Grabhügel Istriens (= Monkodonja. Band 4 = Arheološki Muzej Istre. Monografije i katalozi. Band 37). Arheološki muzej Istre, Pula 2022, ISBN 978-953-8082-66-5.